# Русский Пелам
«Русский Пелам» — условное название фрагмента неосуществлённого произведения А. С. Пушкина: задуманный — «вероятно в 1834 г.». — «большой авантюрно-психологический роман… где должна была быть показана вся Россия — от декабристского Союза Благоденствия до притонов лесных разбойников» (Лотман).

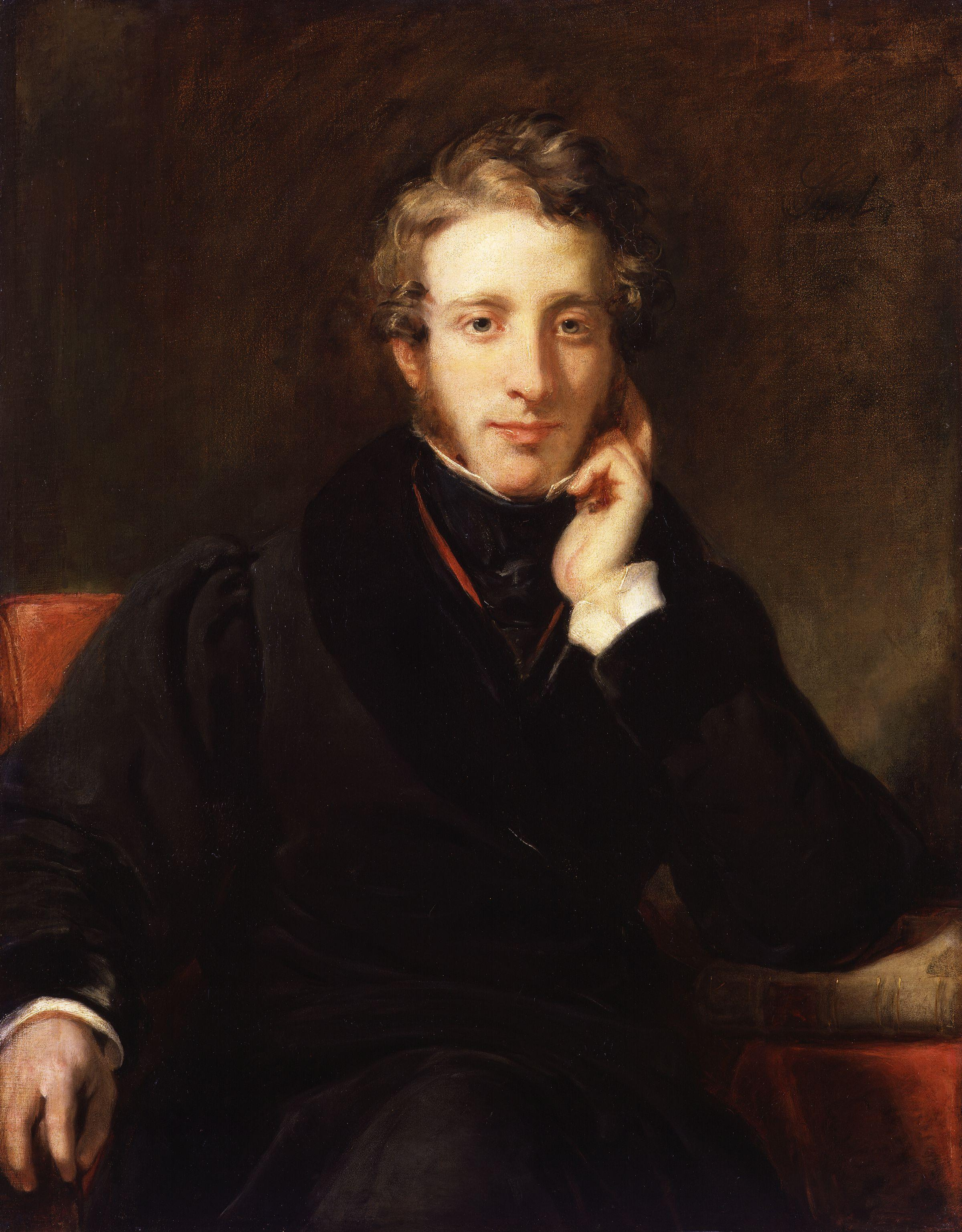
Портрет автора «Пелэма» кисти Пикерсгиллa. Холст, масло. 91,4 × 71,5 см, 1831 (?), Национальная портретная галерея (Лондон)

Жанровым прообразом послужил роман английского писателя Э. Бульвер-Литтона «Пелэм, или Приключения джентльмена», вышедший в 1828 году. Пелэм Бульвер-Литтона — аристократ и денди, законодатель мод; часть жизни героя проходит в кругу высшего света Парижа и Лондона, другая протекает в притонах и в самом сомнительном обществе.

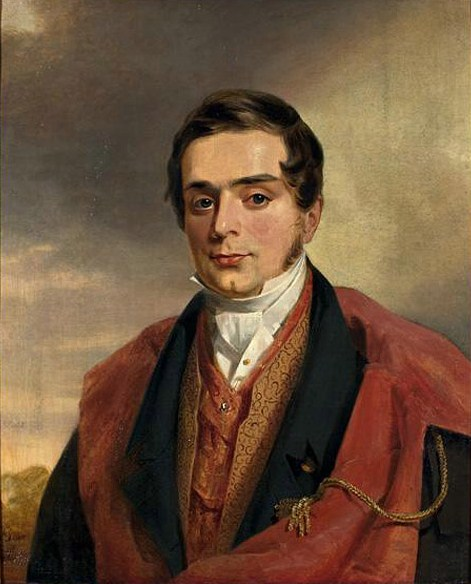
Никита Всеволодович Всеволожский в 1824 году. Портрет одного из возможных прототипов главного героя неоконченного романа А. С. Пушкина кисти Джорджа Доу. Холст, масло. 71 × 61 см, Музей изобразительных искусств имени А. С. Пушкина

Сохранилась авторская рукопись начала и несколько планов прозаического произведения. Заглавия в рукописи Пушкина нет, название дано исследователями и комментаторами по определению героя в черновых планах. 
В последние годы жизни Пушкин неоднократно возвращался к работе над романом, однако преждевременная гибель поэта не позволила завершить замысел.
Впервые отрывок опубликован в 1841 году.

## Возможные прототипы
Протагонист, водивший по плану романа дружбу с неким Фёдором Орловым, по распространённому мнению, имел прототипом реального Фёдора Фёдоровича Орлова, героя Отечественной войны 1812 года и знакомца поэта. 
Между тем в работе П. М. Казанцева «К изучению „Русского Пелама“ Пушкина» (1967) на материале переписки и семейной хроники «младших» Всеволожских убедительно рассмотрены иные версии возможных прототипов «романа из современной жизни». Никита Всеволожский — «беспамятной эгоист» и «лучший из минутных друзей моей минутной младости» (в письме А. А. Бестужеву от 29 июня 1824 года) — был сослуживец Пушкина по Коллегии иностранных дел. Кроме того, документы фонда Всеволожских в Центральном государственном историческом архиве в Ленинграде (ЦГИА) и Пожевского завода в Государственном архиве Пермской области (ГАПО) дали основания П. М. Казанцеву полагать прототипом другого персонажа, Анны Петровны Вирлацкой, — княгиню Екатерину Матвеевну Хованскую, связанную с семейным бытом «дома Всеволожских», имевшего, по мнению исследователя, много черт сходства с коллизиями задуманного Пушкиным романа. 